# Eburodacrys amazonica
Eburodacrys amazonica är en skalbaggsart som beskrevs av Julius Melzer 1927. Eburodacrys amazonica ingår i släktet Eburodacrys och familjen långhorningar. Inga underarter finns listade i Catalogue of Life.